# Неттельгорст, Пётр Робертович
барон Пётр Робертович Неттельгорст (13 декабря 1850 — ?) — генерал от кавалерии Российской императорской армии. Принимал участие в русско-турецкой войне 1877—1878 годов. Во время Первой мировой войны служил в ополчении.

## Биография
Пётр Неттельгорст родился 13 декабря 1850 года в православной дворянской баронской семье. Общее образование получил в 1-м Московском кадетском корпусе.
17 августа 1867 года вступил в службу в Российскую императорскую армию. Военное образование получил в Николаевском кавалерийском училище, из которого был выпущен в лейб-гвардии Драгунский полк. Был произведён в прапорщики гвардии — со старшинством с 12 июля 1869 года, в поручики — со старшинством с 13 апреля 1875 года, в штабс-капитаны — со старшинством с 27 марта 1877 года.
Принимал участие в русско-турецкой войне 1877—1878 годов. С 16 ноября 1877 по 2 октября 1883 года был старшим адъютантом штаба 2-й гвардейской кавалерийской дивизии. Был произведён в чин капитана — со старшинством с 28 марта 1877 года, затем переименован в ротмистры — со старшинством с 28 марта 1882 года. В течение 7 лет и 10 месяцев командир эскадрона. 
В чин полковника был произведён — со старшинством с 30 августа 1892 года. С 7 сентября 1892 года по 18 июня 1897 года был командиром эскадрона Офицерской кавалерийской школы. С 18 июня 1897 года по 13 апреля 1902 года командир 2-й драгунского Санкт-Петербургского полка. 
13 апреля 1902 года произведён в генерал-майоры с назначением командиром лейб-гвардии Атаманского полка. 
С 4 апреля по 19 июня 1905 года командир 1-й бригады 2-й гвардейской кавалерийской дивизии, а с 19 июня 1905 года по 10 февраля 1907 года командир 3-й бригады 1-й гвардейской кавалерийской дивизии. С 10 февраля по 3 сентября 1907 года был командиром 2-й бригады 2-й гвардейской кавалерийской дивизии. 
3 сентября 1907 года был произведён в генерал-лейтенанты по гвардейской кавалерии с назначением начальником 14-й кавалерийской дивизии. 1 мая 1910 года Неттельгорст был произведён в генералы от кавалерии и уволен от службы.
После начала Первой мировой войны был мобилизован в государственное ополчение. С 11 октября 1914 года был командиром 4-го ополченческого корпуса, а затем находился в распоряжении верховного начальника санитарной и эвакуационной части принца Александра Ольденбургского.

## Награды
Пётр Робертович Неттельгорст был удостоен следующих наград:
- Орден Святого Владимира 3-й степени (1900);
- Орден Святого Владимира 4-й степени с мечами и бантом (1879);
- Орден Святой Анны 1-й степени (29 декабря 1915);
- Орден Святой Анны 2-й степени (1883);
- Орден Святой Анны 3-й степени с мечами и бантом (1879);
- Орден Святого Станислава 1-й степени (6 декабря 1904);
- Орден Святого Станислава 2-й степени (1881);
- Орден Святого Станислава 3-й степени с мечами и бантом (1878).